# صندوق الاستثمارات العامة
صندوق الاستثمارات العامة، هو صندوق الثروة السيادية للمملكة العربية السعودية، تأسس سنة 1971م، ويعتبر من بين أكبر صناديق الثروة السيادية في العالم، إذ يحتل المركز الخامس بإجمالي أصول يقدر بـ 925 مليار دولار، بحلول نهاية أبريل 2023م. وبعد صفقة أرامكو في مارس 2024 ارتفعت أصول الصندوق بإجمالي يقدر بـ 940.6 مليار دولار، ويختص بتمويل المشاريع ذات القيمة الاستراتيجية للاقتصاد الوطني السعودي. تهدف المملكة العربية السعودية إلى تحويل صندوق الاستثمارات العامة إلى واحد من أكبر الصناديق السيادية على مستوى العالم وذلك بالعمل على بناء محفظة استثمارية متنوعة ورائدة من خلال الاستثمار في الفرص الاستثمارية الجذابة على الصعيدين المحلي والدولي. في عام 2020، عمل صندوق الاستثمارات العامة على إدارة أصول بقيمة 400 مليار دولار. ولدى الصندوق محفظة تتكون من حوالي 200 استثمار، منها حوالي 20 استثمار مدرجة في السوق المالية السعودية. وفي مارس 2024 وبعد نقل 8% من إجمالي أسهم أرامكو إلى صندوق الاستثمارات العامة أصبح الصندوق في المركز الخامس عالمياً بين أكبر الصناديق الاستثمارية العالميةوفي 11 مارس 2024 كشفت بيانات المعهد السويسري للصناديق السيادية عن تقدم صندوق الاستثمارات العامة السعودي للمركز الخامس عالميا بقيمة أصول 940.26 مليار دولار متخطيا هيئة الاستثمار الكويتية التي بلغ إجمالي أصولها 923.45 مليار دولار.وفي 25 أبريل 2024 كشف التقرير السنوي لرؤية السعودية 2030 لعام 2023، أن إجمالي الأصول المدارة من قبل صندوق الاستثمارات العامة بلغ 2.81 تريليون ريال (749.23 مليار دولار)، متخطية مستهدف العام البالغ 2.7 تريليون ريال سعودي.
وفي 3 يوليو 2024 أعلن صندوق الاستثمارات العامة ارتفاع قيمة موجوداته بنسبة 28% لتصل إلى 3.7 تريليونات ريال بنهاية 2023، مقارنةً بـ2.9 ريال في نهاية 2022.
وفي 13 أغسطس 2025 أعلن صندوق الاستثمارات العامة ارتفاع إجمالي إيرادات الصندوق بنسبة 25% في نهاية عام 2024.

## التأسيس والتطوير التاريخي
تأسس صندوق الاستثمارات العامة السعودي سنة 1971 بمهمة أساسية هي تمويل المشاريع ذات القيمة الاستراتيجية للاقتصاد الوطني السعودي. ساهم الصندوق بدور هام في تمويل مشاريع حيوية للمملكة، في قطاعات تشمل النفط والتعدين، والأسمدة الزراعية، والبتروكيماويات، والكهرباء.
في يوليو 2014، منح مجلس الوزراء صندوق الاستثمارات العامة السلطات اللازمة لتمويل شركات جديدة داخل وخارج المملكة، سواء بشكل مستقل أو بالتعاون مع القطاعات الخاصة والعامة، من دون الحاجة إلى موافقة مسبقة من المجلس.
في مارس 2015، انتقلت مرجعية صندوق الاستثمارات العامة من وزارة المالية إلى مجلس الشؤون الاقتصادية والتنمية في المملكة. وقد تلا ذلك تعيين مجلس إدارة جديد للصندوق برئاسة الأمير محمد بن سلمان آل سعود، ولي العهد. بلغت أصول صندوق الاستثمارات العامة حوالي 300 مليار دولار، لتتضاعف منذ 2015.
وقد بادر مجلس الإدارة الجديد بعد تعيينه باتخاذ عدد من الخطوات لتطوير القدرات والاستراتيجية الاستثمارية للصندوق بهدف تمكينه من إدارة محفظة استثمارية أكبر وأوسع من المحفظة الاستثمارية الحالية، وإضافة أصول جديدة، مع الحرص على دعم آليات وأهداف رؤية السعودية 2030. ويتمثل هذا أيضاً من خلال السعي إلى تنويع الموارد الحكومية والدخل الحكومي، والقطاعات الاقتصادية، والمساهمة في فتح آفاق وفرص اقتصادية استراتيجية جديدة.
في عام 2017، تم الإعلان عن استراتيجية صندوق الاستثمارات العامة (2018-2020) لتحديد مستهدفات ومبادرات الصندوق لتحقيق رؤية المملكة 2030. صرّح محافظ صندوق الاستثمارات العامة ياسر بن عثمان الرميان، في 24 يناير 2021، أن الصندوق تمكن عبر استراتيجيته الماضية للأعوام 2018-2020 من رفع قيمة أصوله إلى حوالي 1.5 تريليون ريال بحلول 2020، مقارنة مع 570 مليار ريال في عام 2015. وساهم الصندوق كذلك في تفعيل 10 قطاعات جديدة، وساهمت في استحداث 331 ألف وظيفة مباشرة وغير مباشرة حتى نهاية الربع الثالث لعام 2020. كما رفع الصندوق نسبة العائد للمساهمين، إلى 8% خلال الأعوام (2018-2020)، مقارنة مع 3% للأعوام (2014-2016) فيما استحدث الصندوق أكثر من 644 ألف فرصة عمل مباشرة وغير مباشرة عبر استثماراته المتعددة. وبلغت قيمة الاستثمارات المحلية داخل المملكة العربية السعودية للصندوق 311 مليار ريال، فيما شكلت الاستثمارات العالمية 20% من محفظة الصندوق.
في عام 2019، تم استحداث نظام جديد يمنح الصندوق سلطات وصلاحيات أوسع لتنفيذ مهامه وواجباته وتحقيق أهدافه. في عام 2021، تم الإعلان عن استراتيجية صندوق الاستثمارات العامة (2021-2025) بما يضمن التوافق مع الخطط والأهداف المحدثة لرؤية 2030.
في 24 يناير 2021، أطلق ولي العهد السعودي الأمير محمد بن سلمان آل سعود، رئيس مجلس إدارة صندوق الاستثمارات العامة، استراتيجية الصندوق الجديدة للأعوام 2021-2025، وقال أن «الاستراتيجية تستهدف رفع جودة الحياة وتحقيق التنمية المستدامة». شملت الاستراتيجية 5 أهداف مباشرة من بينها «تعظيم أصول الصندوق»، و«إطلاق قطاعات جديدة»، و«بناء شراكات اقتصادية» و«توطين التقنيات والمعرفة».
وأضاف أن «أصول صندوق الاستثمارات ستتجاوز 10 تريليون ريال في عام 2030». وأن الصندوق يستهدف وفق استراتيجيته الجديدة، بنهاية 2025 بأن يتجاوز حجم الأصول 4 ترليونات ريال، واستحداث 1.8 مليون وظيفة بشكل مباشر وغير مباشر. كما سيضخ استثمارات بتريليوني ريال في قطاعات جديدة خلال السنوات الخمس المقبلة، ما يرفع إجمالي هذا الضخ من الاستثمارات إلى 3 تريليونات ريال في قطاعات جديدة مستحدثة تهدف لتوسيع الاقتصاد. وأكد الأمير محمد بن سلمان، أن الصندوق سينفق 150 مليار ريال سنويا على الأقل في الاقتصاد المحلي على نحو متزايد حتى عام 2025، والمساهمة من خلال شركاته التابعة له في الناتـج المحلي الإجمالي غير النفطي بقيمة 1.2 تريليون ريال سعودي بشكل تراكمي، وأوضح أن الصندوق «ينظر للقطاع الخاص بوصفه الشريك الأهم وبه ترتبط نجاحات متعددة لا حصر لها لإعطاء المزيد من الفرص».
وفي 13 فبراير 2022، أعلن الأمير محمد بن سلمان أنه تم نقل (4%) من أسهم شركة الزيت العربية السعودية (أرامكو السعودية) إلى صندوق الاستثمارات العامة، ضمن استراتيجية المملكة طويلة المدى الهادفة لدعم إعادة هيكلة الاقتصاد الوطني، كما يسهم ذلك في دعم خطط الصندوق الهادفة لرفع حجم أصوله تحت الإدارة إلى نحو 4 تريليونات ريال سعودي بنهاية عام 2025.
كما حصل صندوق الاستثمارات العامة في نفس العام على تصنيف ائتماني "A1" وتقييم “Aa2" من وكالة "موديز"، مما يعكس الجدارة الائتمانية للصندوق وأنه يتمتع بمحفظة نوعية من الاستثمارات ذات توزيعات مستقرة، مشيرة إلى أن الصندوق نما ليصبح أحد الكيانات الأساسية لتنويع الاقتصاد السعودي.
وأعلن صندوق الاستثمارات في فبراير 2022م، عن افتتاح ثلاثة مكاتب جديدة لشركات تابعة (المكاتب الجديدة)، في كل من لندن ونيويورك وهونغ كونغ. تأتي هذه الخطوة تماشياً مع استمرارية تحقيق مستهدفات استراتيجية الصندوق المستقبلية وتفعيلاً لخطط التوسع على المستوى العالمي، ويُعد الصندوق مستثمرا نشطا في العديد من القطاعات والأعمال العالمية الأكثر ابتكارا، في مناطق المملكة المتحدة وأوروبا والولايات المتحدة وآسيا وأميركا الجنوبية، وستسهم المكاتب الجديدة في تمكين الصندوق من مواصلة عمله مع شركائه في جميع أنحاء العالم، والمساهمة في دعم مساعي التحول في الاقتصاد العالمي، ودفع عجلة التحول الاقتصادي للسعودية.
وفي 16 أبريل 2023 ، أعلن الأمير محمد بن سلمان إنه تم نقل (4%) من أسهم شركة الزيت العربية السعودية (أرامكو السعودية) إلى شركة سنابل للاستثمار المملوكة بالكامل لصندوق الاستثمارات العامة.
في أكتوبر2023 تم إطلاق شركة تطوير عقاري جديدة تحت اسم "أردارا" (Ardara)، مملوكة بالكامل لـ"صندوق الاستثمارات العامة"، بهدف تطوير مشروع وادي أبها في منطقة عسير جنوب غربي المملكة، والذي سيكون باكورة مشاريعها التطويرية.
في نوفمبر 2023 أعلنت شركة صندوق الصناديق "جدا" التابعة لصندوق الاستثمارات العامة السعودي، عن أول استثمار لها في الائتمان الخاص من خلال صندوق رؤيا بارتنرز، بقيمة 250 مليون دولار (938 مليون ريال).وتعزز هذه الخطوة التزام "جدا" بدعم المنشآت الصغيرة والمتوسطة في المملكة العربية السعودية والمنطقة، مؤكدة في الوقت ذاته القيمة التي تراها في الاستثمارات الاستراتيجية والمستدامة المقدمة من خلال حلول التمويل المبتكرة.
في فبراير 2024 أصدر صندوق الاستثمارات العامة السعودي صكوكا مقومة بالدولار لأجل سبع سنوات حيث استطاع أن يجمع ملياري دولار، وتلقى الطرح طلبيات شراء تزيد قيمتها عن 16 مليار دولار.
في 7 مارس 2024 أعلن ولي العهد السعودي الأمير محمد بن سلمان أن حصة صندوق الاستثمارات في أرامكو أصبحت 16% بعد الانتهاء من إتمام نقل 8% من أسهم أرامكو.

### العلامة التجارية
- في 29 مايو 2024 أفادت دراسة لـ"براند فاينانس" بأن صندوق الاستثمارات العامة السعودي احتل المرتبة الأولى باعتباره صاحب العلامة التجارية الأعلى قيمة بين صناديق الثروة السيادية عالمياً بقيمة 1.1 مليار دولار.[39]
- في 2 يوليو 2024 حصل صندوق الاستثمارات العامة على المرتبة الثانية عالمياً والمرتبة الأولى في الشرق الأوسط من بين 100 صندوق سيادي، ضمن تصنيفات الحوكمة والاستدامة والمرونة العالمية من مؤسسة "Global SWF"، التي ترصد أداء الصناديق السيادية الاستثمارية وصناديق التقاعد.[40]
- في 28 يوليو 2025م  أعلنت شركة براند فاينانس المتخصصة عالميًا في مجال استشارات تقييم العلامات التجارية، تصدُّر العلامة التجارية لصندوق الاستثمارات العامة قائمة العلامات الأعلى قيمة والأسرع نموًا بين صناديق الثروة السيادية في العالم لعام 2025 للعام الثاني على التوالي، إذ بلغت قيمتها (1.2) مليار دولار أمريكي، بنموٍ (11%) مقارنة بعام 2024.[41]

## أهداف صندوق الاستثمارات العامة
- تمويل أو ضمان الاستثمار في المشاريع الإنتاجية ذات الطابع التجاري.[42]
- الإسهام في تنمية الاقتصاد الوطني وتنويع مصادر الدخل،[43] وتوطين المعرفة الحديثة والتقنيات المبتكرة.
- تأسيس شراكات اقتصادية تسهم في تعميق أثر ودور المملكة في المشهد الإقليمي والعالمي.[44]
- دعم دور القطاع الخاص والعمل معه وتمكينه عبر الاستثمار في قطاعات تنمي وتعزز حضور القطاع الخاص فيها.
- التطور والابتكار في العمل المؤسسي، بما يتماشى مع التوجه المستقبلي للاستثمار.
- المشاركة الفاعلة في الإشراف على أنشطة الشركات المساهم فيها.
- التخطيط الاستراتيجي تجاه الاستثمارات.
- التأثير في تشكيل مستقبل الاقتصاد العالمي والمشهد العام للاستثمار.[45][46]

## الركائز الاستراتيجية
طوّر برنامج الصندوق 8 ركائز استراتيجية بهدف تطوير مبادراته في قطاعات مختلفة، وهي:
- إطلاق القطاعات المحلية وتنميتها، وذلك عبر تعظيم قيمة استثمارات الصندوق في الشركات السعودية، ويتم تحديد المبادرات التي تندرج ضمن الركيزة الاستراتيجية على مستوى القطاع، وهي منظمة وفق 4 محاور للاستثمار المحلي: إنشاء وتطوير القطاعات، تنويع مصادر الإيرادات، الاستفادة من إمكانات الموارد وتحسين جودة الحياة. ووفقًا لياسر الرميلان فإن المستهدف هو «أن تشكل الاستثمارات المحلية 80% من محافظنا، و20% استثمارات دولية».[29][47] وأيضًا، الاستثمار في القطاعات ذات الأولوية، وفي مقدمتها: الطيران والدفاع، المركبات، النقل والخدمات اللوجستية، الأغذية والزراعة، مواد وخدمات البناء والتشييد، المرافق الخدمية والطاقة المتجددة، المعادن والتعدين، الرعاية الصحية، الخدمات المالية، الترفيه والسياحة والرياضة، القطاع العقاري، الاتصالات والإعلام والتقنية، وصولا إلى السلع الاستهلاكية والتجزئة.[47]
- تطوير المشاريع العقارية محليًا ومن المستهدف رفع ملكية المنازل في الدولة لـ70%، وتحسين البنية التحتية الأساسية للمملكة وأفضل الممارسات في البناء والتشييد وفقا للمعايير الدولية، نظرا لما يستتبع ذلك من الترويج لها كوجهة سياحية إلى جانب تنويع مصادر العوائد وتحسين تجربة الحجاج والعمرة للزوار المحليين والدوليين.[47]
- تطوير المشاريع الكبرى في المملكة: نيوم، مشروع البحر الأحمر، روشن، والقدية، والدرعية والتي تمكّن من خلالها استحداث منظومات جديدة وإطلاق قطاعات جديدة تعتمد كثيرًا على التقنية والمعرفة.[47]
- تنمية وتنويع أصول صندوق الاستثمارات العامة العالمية، وذلك من خلال تطوير الشراكات الاستراتيجية الدولية والمشاركة في الاستثمارات العالمية لتنويع مصادر الدخل.[47][48]
- دعم التنمية الوطنية وتمكين رؤية 2030.
- تطوير أوجه التعاون بين المحافظ الاستثمارية وخلق قيمة استراتيجية وتشغيلية.
- تنويع مصادر التمويل وتعزيز المركز المالي للصندوق.[49]
- تعزيز المنظومة المؤسسية لصندوق الاستثمارات العامة.[50]

## أعضاء المجلس
يرأس المجلس الأمير محمد بن سلمان آل سعود، وعضوية كل من:
- ياسر الرميان، محافظ صندوق الاستثمارات العامة ورئيس مجلس إدارة شركة أرامكو السعودية.
- إبراهيم العساف، وزير دولة وعضو مجلس الوزراء.
- محمد التويجري، مستشار بالديوان الملكي.
- ماجد القصبي، وزير التجارة.
- محمد عبد الله الجدعان، وزير المالية.
- خالد الفالح، وزير الاستثمار.
- محمد بن عبد الملك آل الشيخ، وزير دولة وعضو مجلس الوزراء.
- أحمد الخطيب، وزير السياحة.
- فيصل بن فاضل الإبراهيم، وزير الاقتصاد والتخطيط.[51]